# Battaglia di Prata Porci
La battaglia di Prata Porci, o di Monte Porzio, fu combattuta il 29 maggio 1167 presso una piana fuori le mura della città di Tuscolo, nei pressi dell'attuale cittadina di Monte Porzio Catone, tra le truppe imperiali di Federico I Barbarossa, appoggiate dalla città di Tuscolo, e le truppe pontificie e civiche di Roma. Nella Cronaca di Sicardo è riportato il luogo della battaglia: "...apud Montem Portium".

## Contesto
Nel 1166 Federico I, dopo aver pacificato gli Stati tedeschi, scese in Italia per la quarta volta con l'intento di riportare ordine sui comuni italiani e spodestare papa Alessandro III da Roma per mettere al suo posto Pasquale III, da lui stesso fatto eleggere per far incoronare imperatrice sua moglie Beatrice di Borgogna.
Mentre egli si occupava del Nord Italia, aveva inviato l'arcivescovo di Colonia, Rainaldo di Dassel più a sud, per conquistare le città del Lazio che si opponevano all'Impero.
Nel maggio 1167 Federico assediava Ancona, mentre il 18 maggio Rainaldo prendeva Civitavecchia. Su richiesta di Rainone, dei conti di Tuscolo, città filo-imperiale, Rainaldo si recò a Tuscolo, per aiutare il conte che era insidiato dai romani. Dopo l'arrivo di Rainaldo, che era arcicancelliere d'Italia, i romani si sollevarono ancor più violentemente e con circa 30 000 uomini armati assediarono la fortezza di Tuscolo. Rainone e Rainaldo chiesero aiuto alle truppe imperiali che erano nell'assedio di Ancona.

## La battaglia
Giunse l'arcivescovo di Magonza Cristiano di Buch con circa 1 500 uomini composti da circa 800 cavalieri e 700 brabantini mercenari. Tra le sue truppe c'erano l'arcivescovo di Liegi, Alessandro II, e Roberto III di Loritello, oltre che Guelfo II. Secondo il cronista del tempo, Romualdo di Salerno, nell'esercito di Cristiano vi era anche Andrea di Rupecanina.
Giunto nei pressi di Monte Porzio Catone, Cristiano si accampò ai piedi della collina e vi restò per un giorno per negoziare con i romani. L'esercito romano, comandato forse da Oddone Frangipane, rifiutò i tentativi diplomatici dell'arcivescovo e attaccò. Era il giorno di Pentecoste. L'esercito imperiale era molto inferiore come forze. I mercenari brabantini furono all'inizio sbaragliati, ma la cavalleria di Colonia resistette all'assalto della fanteria romana.
Nel frattempo da Tuscolo uscivano i soldati di Rainaldo e Rainone, circa 300 cavalieri, che attaccarono alle spalle e che divisero in due tronconi l'esercito romano. A questo punto intervenne un gruppo lasciato di riserva da Cristiano, che colpì pesantemente il fianco dei romani provocando scompiglio. La cavalleria pontificia ruppe le file e fuggì, fu il tracollo. Furono uccisi quasi tutti quelli che erano rimasti intrappolati nel campo di battaglia, mentre quelli in fuga furono rincorsi dalla cavalleria teutonica, raggiunti e massacrati. Alcuni furono fatti prigionieri e poi portati a Viterbo, sede dell'antipapa Pasquale III.
Quelli che furono in grado di rientrare a Roma chiesero aiuto alle città vicine, temendo un assedio. Ma questo non si verificò. Sembra che ci fossero stati 10 000 tra morti e prigionieri.
Poco tempo dopo le truppe imperiali furono colpite da un'epidemia di malaria o peste, che decimò le truppe e che le costrinse a tornare in Germania; tra le vittime della pestilenza vi fu lo stesso Guelfo II e Werner III d'Asburgo.
Grande fu il rancore dei romani già accumulato da anni, verso la città di Tuscolo che nel 1191 verrà poi distrutta completamente dai romani per punirla di essersi schierata con gli imperiali, donando i territori tuscolani al papa.